# Maestrul de go
Maestrul de go este un roman al scriitorului japonez Yasunari Kawabata, laureat al Premiului Nobel pentru Literatură, care a fost publicat prima dată în 1951. Titlul original al romanului este  Meijin ( 名人 în limba japoneză ). Meijin este alături de Honinbo și Jodan, unul dintre cele trei titluri importante pe care jucătorii de go profesioniști din Japonia și le dispută anual. Kawabata a caracterizat romanul drept fiind cea mai reușită operă a sa, chiar dacă ea intră într-un contrast stilistic și tematic cu celelalte scrieri. De fapt cuvântul folosit nu a fost roman ci shosetsu (cronică-roman).
Este o relatare pe jumătate fictivă a meciului de retragere a respectatului maestru de go Honinbo Shusai, împotriva tinerei speranțe Kitani Minoru (care apare în carte sub un alt nume, Otake).
A fost ultimul meci din cariera marelui maestru Honinbo Shusai, meci care a durat 6 luni; după acest meci de retragere maestrul a murit după încă un an. 
Prima traducere în română a romanului a apărut în 1986/1987 într-un almanah intitulat cartea jocurilor de Gheorghe Fețeanu, Gheorghe Păun (coord.). Traducerea, direct din limba japoneză, aparține lui Flavius Florea.
Traduceri ale romanului în alte limbi:
- Myeong In, Ming Byeong Son, Shingu Munhwa Sa, Seul, 1969
- The Master of Go (Edward G. Seidensticker), editura Alfred A. Knopf, New York, 1972
- Le Maître ou le tournoi de Go (Sylvie Regnault-Gatier), editura Albin Michel, Paris, 1975
- Velemajstor ; Snez̆na zemlja (Ljiljana Đurović), Slovo ljubve, Belgrad, 1981
- Mingren, Liu Hua Ting,  Xingguang Chubenshe, Taipei, 1985
- De meester van het go-spel, Annemarie van Frankenhuysen, Uitgeverij BZZToH, 's-Gravenhage, 1987
- Meidzin (Tanecnice z Izu a jine prozy), Vlasta Winkelhoferova, Miroslav Novak, Odeon, Praga, 1988
- Go ustasi (Belkıs Çorakçı (Dişbudak)), Remzi Kitabevi, Istanbul, 1992
- Il maestro di go (Raffaele Rinaldi), Arnoldo Mondadori, Milano, 1995
- Mingren, Ye Wei Qu, Zhongguo Shehui Kexue Chubenshe, Beijing, 1996
- Meijin - Mistrz go, Henryk Lipszyc, Wydawnictwo Elay, Bielsko-Biała, 2004
- Maestrul de go, Flavius Florea, Humanitas Fiction, București, 2007